# Mittleres Wietingsmoor
Das Mittlere Wietingsmoor ist ein ehemaliges Naturschutzgebiet in der niedersächsischen Gemeinde Wehrbleck in der Samtgemeinde Kirchdorf im Landkreis Diepholz.

## Allgemeines
Das Naturschutzgebiet mit dem Kennzeichen NSG HA 127 war 298 Hektar groß. Es war zum großen Teil Bestandteil des FFH-Gebietes „Wietingsmoor“, 0,1 Hektar überlagern sich ferner mit dem EU-Vogelschutzgebiet „Diepholzer Moorniederung“. Im Westen grenzt es an das Naturschutzgebiet „Freistätter Moor“. Das ehemalige Naturschutzgebiet „Nördliches Wietingsmoor“ schließt sich im Norden an. Das Gebiet stand seit dem 18. April 1988 unter Naturschutz. Zum 2. November 2018 ging es im neu ausgewiesenen Naturschutzgebiet „Nördliches und Mittleres Wietingsmoor, Freistätter Moor und Sprekelsmeer“ auf. Zuständige untere Naturschutzbehörde war der Landkreis Diepholz.

## Beschreibung
Das Hochmoorgebiet im Wietingsmoor liegt direkt nördlich von Freistatt und der noch durch den Güterverkehr genutzten Bahnstrecke zwischen Diepholz und Sulingen, die zur ehemaligen Bahnstrecke Nienburg–Diepholz gehört. 1994 wurde das damalige Naturschutzgebiet östlich von Freistatt um eine Grünlandfläche zwischen Bahndamm und Gemeindegrenze sowie um eine weitere Fläche nördlich des Bahndamms erweitert.
Ebenfalls 1994 wurde ein im Gemeindegebiet von Freistatt liegender Streifen am westlichen Gebietsrand, direkt an der Verbindungsstraße zwischen Freistatt und Heimstatt, dem benachbarten Naturschutzgebiet „Freistätter Moor“ zugeschlagen. Dadurch wurde die Größe des Gebietes um etwa 92 Hektar reduziert.
Das Moor ist weitgehend industriell abgetorft worden. Die abgetorften Bereiche werden durch Wiedervernässung renaturiert. In den östlichen Randbereichen des ehemaligen Naturschutzgebietes herrscht Grünland vor, das auch als Pufferzone für die Moorflächen dient. Daneben gibt es einige Ackerflächen.
Das Gebiet wird über Gräben hauptsächlich zur Flöte mit Moorkanal und weiter zur Großen Aue, die etwas oberhalb von Nienburg in die Weser mündet, entwässert.